# Derek Chang
Zhang Xuanrui (chino tradicional= 張軒睿, chino simplificado= 张轩睿, pinyin= Zhāng Xuānruì, vietnamita= Trương Hiên Duệ), más conocido como Derek Chang, es un actor y modelo taiwanés.

## Biografía
En el 2015, donó el 45% de su hígado para salvar la vida de su padre que padecía cáncer de hígado.
Estudió en el "Juang Jing Vocational High School".

## Carrera
El 3 de julio del 2016 se unió al elenco principal de la serie taiwasnesa Prince of Wolf donde dio vida a Du Zheming, un joven que luego de perderse en el bosque cuando era pequeño mientras estaba de vacaciones con su familia, termina viviendo entre lobos y aprende a cazar, sin olvidar sus rasgos humanos, hasta el final de la serie el 6 de noviembre del mismo año.
El 11 de diciembre del mismo año se unió al elenco principal de la serie Stay with Me donde interpretó a Zhang Li'ao, un famoso supermodelo internacional y hermano adoptivo de Li Weiwei (Joe Chen), hasta el final de la serie el 2 de enero del 2017.
El 22 de diciembre del 2017 se unió al elenco principal de la serie My Dear Boy donde dio vida a An Qinghui, un joven recién graduado de la universidad con un título de diseño que conoce a la directora de comerciales de televisión Luo Xiaofei (Ruby Lin), hasta el final de la serie el 11 de mayo del 2018.
El 18 de diciembre del 2019 se unió al elenco principal de la serie taiwanesa Love The Way You Are (身為一個胖子) donde interpretó a Yuan Dongshen, un exitoso empresario y chef, que se reencuentra con Zhen Yuanyuan (Qi Yandi), su amor de la secundaria y con quien perdió contacto años atrás debido a un malentendido, hasta el final de la serie el 15 de enero del 2020.
En abril del 2020 se anunció que se había unido al elenco principal de la serie So It’s You 原来是你) donde dará vida a Li Junchen. La serie es la versión china de la popular serie surcoreana Weightlifting Fairy Kim Bok Joo y se espera sea estrenada en el 2021.

## Filmografía

### Series de televisión
| Año             | Título                  | Personaje         | Notas        |
| --------------- | ----------------------- | ----------------- | ------------ |
| 2021 - presente | So It’s You             | Li Junchen        |              |
| 2019 - 2020     | Love The Way You Are    | Yuan Dongshen     | 24 episodios |
| 2019            | Yong-jiu Grocery Store  | Yang Junlong      | 10 episodios |
| 2017 - 2018     | My Dear Boy             | An Qinghui        | 20 episodios |
| 2017            | Be With You             | Wang Shuwei       |              |
| 2017            | The Man From the Future | Nan Gongyu        | 10 episodios |
| 2016 - 2017     | Stay with Me            | Zhang Li'ao (Leo) | 38 episodios |
| 2016            | V-Focus                 | "Tiger"           |              |
| 2016            | Prince of Wolf          | Du Zheming        | 18 episodios |

### Películas
| Año  | Título                     | Personaje     | Notas                                                         |
| ---- | -------------------------- | ------------- | ------------------------------------------------------------- |
| 2019 | Big Three Dragons (大三元) | Sheng Xiaobai | junto a Ella Chen, Michael Huang, Yen Yu-lin y Peng Chia-chia |

### Programas de variedades
| Año        | Programa                                  | Notas              |
| ---------- | ----------------------------------------- | ------------------ |
| 2019       | Three Piglets (阮三個)                    | co-presentador     |
| 2019       | Meeting Mr. Right Season 1 (女儿们的恋爱) | junto a Selina Ren |
| 2016, 2018 | Stylish Man - The Chef (型男大主厨)       |                    |

### Apariciones en videos musicales
| Año  | Intérprete              | Canción      | Notas |
| ---- | ----------------------- | ------------ | ----- |
| 2018 | Kimberley Chen (陈芳语) | "再爱我一天" |       |
| 2017 | Lin Min-Chen (林明祯)   | "不是不爱"   |       |

### Revistas / sesiones fotográficas
| Año  | Título               | Notas                             |
| ---- | -------------------- | --------------------------------- |
| 2018 | Men’s Folio Malaysia | (publicación de septiembre)       |
| 2018 | Men's Uno Taiwan     | (vol. 227 - publicación de julio) |
| 2018 | Cool Magazine        | (no. 247 - publicación de marzo)  |
| 2018 | Choc Magazine        | (vol. 196 - publicación de marzo) |
| 2018 | Color Magazine       | (vol. 278 - publicación de enero) |

### Eventos
| Año  | Título                                  | Notas       |
| ---- | --------------------------------------- | ----------- |
| 2018 | StarHub Night of Stars (星和璀璨星光夜) | en Singapur |

## Premios y nominaciones
| Año  | Categoría                                                                       | Premio                           | Trabajo        | Resultado |
| ---- | ------------------------------------------------------------------------------- | -------------------------------- | -------------- | --------- |
| 2020 | Best Lifestyle, Entertainment Presenter/Host (junto a Soac Liu y Yang Kuei-mei) | 2nd Asian Academy Creative Award | Three Piglets  | Ganaron   |
| 2019 | Best Host for a Reality or Game Show (junto a Soac Liu y Yang Kuei-mei)         | 54th Golden Bell Award           | Three Piglets  | Nominados |
| 2018 | Best Leading Actor in a TV Series                                               | 53rd Golden Bell Award           | My Dear Boy    | Nominado  |
| 2016 | Best Potential Award                                                            | 5th Sanlih Drama Award           | Prince of Wolf | Nominado  |
| 2016 | Best Crying Award (junto a Amber An)                                            | 5th Sanlih Drama Award           | Prince of Wolf | Nominados |
| 2016 | Best Screen Couple Award (junto a Amber An)                                     | 5th Sanlih Drama Award           | Prince of Wolf | Nominados |
| 2016 | Best Kiss Award (junto a Amber An)                                              | 5th Sanlih Drama Award           | Prince of Wolf | Ganaron   |
| 2016 | Best Actor                                                                      | 5th Sanlih Drama Award           | Prince of Wolf | Nominado  |